# Leslie Kaplan

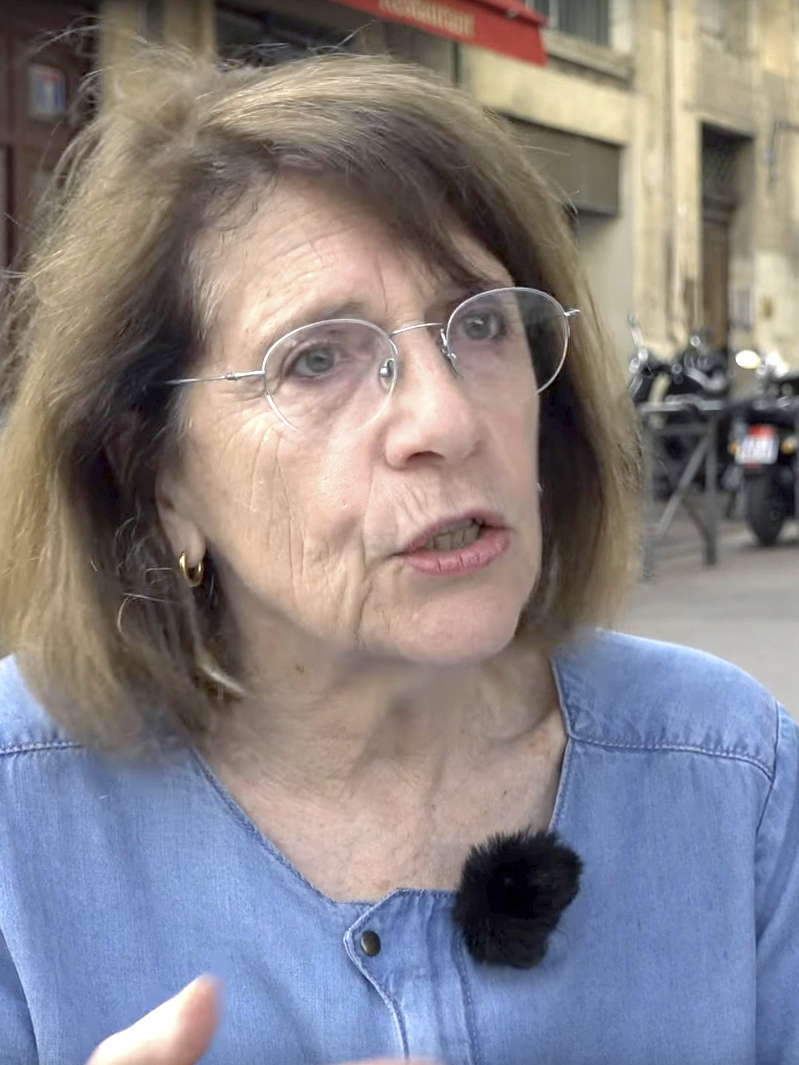
Leslie Kaplan (2018)

Leslie Kaplan (* 1943 in New York City) ist eine französische Schriftstellerin, die aus einer jüdischen Familie stammt. Sie lebt seit 1945 in Paris und studierte 1962–1966 Philosophie und Politische Ökonomie an der Sorbonne und in Arras. 1968–1970 arbeitete sie  in der Fabrik, entsprechend ihrer damaligen Weltanschauung als Maoistin. Danach studierte sie Klinische Psychologie. Sie schreibt auf Französisch, ihre Werke sind in zehn Sprachen erschienen.

## Werke, Stil und Denken
In den letzten Jahren veröffentlichte sie fünf Bände der Reihe Depuis maintenant (Von jetzt an), deren vier erste Folgen noch nicht ins Deutsche übersetzt sind. Es handelt sich um das Zeitbild einer Epoche, der Modernisierung Frankreichs seit den 70er Jahren und seiner Belastung, in der die Kollaboration und der Algerien-Krieg massiv verdrängt wurden. Der erste Band handelt von den 68ern. Die fünfte Folge ist der Roman Fever. Die Reihe war zuerst dreibändig geplant.
2009 erscheint auf Deutsch ihre Essaysammlung Die Werkzeuge, eine Auswahl aus Les Outils. Hier gibt Kaplan Einblick in ihren Schreibprozess, der danach sucht, der Welt zu „begegnen“. Gutes Schreiben reicht dem Leser verschobene, verdichtete und symbolische Elemente zur Deutung der Wirklichkeit. Kaplan mahnt eine Ethik im Denken und im Schreiben an, sie liefert einen Entwurf dazu. Ihre Gedanken entwickeln sich spiralförmig, immer wieder neu ansetzend, mit vielen Zitaten aus der Psychologie und politischen Philosophie. Der Mensch lebt „in einer trostlosen Welt, nackt, dem Frost dieses unglückseligen Zeitalters ausgesetzt“ (Franz Kafka), inmitten einer Welt der „totgeborenen Kinder“ (Dostojewski), seine Freiheit ist gefährlich (man kann alles denken, sogar den Mord). Die Shoa ist für sie ständiger Denkanstoß, im Anschluss an Robert Antelme.
Jedoch inmitten der Finsternis gibt es Breschen, durch die Licht fällt, eine Hoffnung keimt auf, das wahre Leben wird in seiner Fülle sichtbar. Kaplan möchte unsere Wahrnehmung schärfen, aus einem Blickwinkel des Staunens betrachtet sie, denkt und schreibt. Immer wieder zitiert sie, außer den eben Genannten, Flaubert, Balzac, Maurice Blanchot, Sigmund Freud. Über Blanchot: Ich meine, dass immer, seitdem ich schreibe, dieser Übergang von dem Offenen, das die Fabrik ist zu dem Offenen, welches das Gedicht ist das Thema meiner Fragen gewesen ist, und weiter glaube ich, dass es mir DIE WORTE Blanchots ermöglicht haben, sowohl die Dinge auf diese Weise auszudrücken, als auch immer mehr zu lernen, diese Frage offen zu lassen. Ich habe immer das Gefühl gehabt, dass ich von den Worten Blanchots gehört worden bin, ja begrüßt, unterstützt und angetrieben. Maurice Blanchot: seine genaue Art, diese ganz besondere Weise, vom Unglück zu sprechen. “Jemand macht sich ans Schreiben, von der Verzweiflung bestimmt”…  Die absolute Milde dieses “Jemand”, eine Milde, die es erst möglich macht, von dieser brutalen Angelegenheit zu sprechen: der  Verzweiflung. Davon zu sprechen und sie in eine Frage zu verwandeln.(Siehe
"Werke, französisch" über Blanchot, frz. Original: der dortige Link)
Daneben ist Kaplan vom Film beeinflusst, sie nennt (John Cassavetes, Luis Buñuel, Jean-Luc Godard, Jacques Rivette), und schreibt selbst in Filmzeitschriften, z. B. in "Cinema" (Paris) und "Trafic" (Paris), bei dieser ist sie Mitglied des Herausgeber-Beirats. Vor allem aber gilt ihre Aufmerksamkeit der Verbindung von Literatur und Politik, denn Schreiben heißt auch, sich nicht in die Reihe der Totschläger einzuordnen, sondern aus dieser Reihe hinauszuspringen (Kafka, Tagebuch 27. Januar 1922).
In ihrem ersten  Roman Der Exzess (1982) beschreibt Kaplan – ohne eigentliche Handlung in Bruchstücken und ohne Metaphern – das verrückte extreme Leben ohne jeden Halt in einer Fabrik. Im Anhang Die Fabrik zur zweiten französischen Auflage, äußert sie sich im Gespräch mit Marguerite Duras über die Motive ihres Schreibens. Nie wird gesagt, wie extrem die Fabrik wirklich ist… Als ich daran dachte, L'excès-l'usine wirklich zu schreiben, ist mir klar geworden, daß jeder Diskurs die Sache völlig pervertiert…
Die Bücher Kaplans spiegeln in erster Linie die Erfahrungen ihres Lebens als Frau jüdischer Herkunft in Paris wider, geprägt von den Widersprüchen Frankreichs, angefangen von der Fabrikarbeit, die sie als Intellektuelle mit politischem Anspruch anpackte, bis hin zur unbewältigten Vergangenheit des Landes, bezogen auf die deutsche Besetzung bzw. die Nazi-Kollaboration des Pétain-Regimes.
Als Leitlinie dienen große Denker aus vielen Ländern. Kaplans streng reduzierte Sprachkunst spiegelt in einer eigenwilligen Weise den Inhalt. Insbesondere Der Exzess stellt nicht nur als Motiv, sondern vor allem sprachlich, die Entfremdung von Frauen bei der fordistischen Fabrikarbeit dar. Letztlich sind alle Bücher Kaplans philosophisch grundiert.
Neben der Schriftstellerei, zu der auch zahlreiche Artikel über Literatur, Film und Theater gehören, leitet Kaplan Schreibwerkstätten in öffentlichen Einrichtungen und Bildungsstätten. Einige ihrer Werke wurden für das Theater adaptiert.
Der 2005 erschienene Roman Fever enthält zahlreiche Zitate aus der Philosophie – insbesondere von Hannah Arendt – und der übrigen Literatur. Mit Arendt werden Grundzüge des politischen Denkens angerissen und vor allem die Figur des Adolf Eichmann dargestellt, sein Karrierestreben, sein klischeehaftes Denken und Reden: er war ein banaler Massenmörder, das heißt, er war ein Schreibtischtäter.
Zwei 17-jährige Jungen begehen kurz vor dem Abitur einen Mord an einer jungen Frau, ohne jedes Motiv (so, wie auch Arendt meint: Eichmann mordete ohne Motiv). Neben ihren Adoleszenzproblemen spielt das Verhältnis zur attraktiven Philosophielehrerin dabei eine Rolle. In der folgenden Verwirrung machen sie sich daran, die Geschichte ihrer Familien zu erkunden und stoßen auf den Großvater des einen, der Pétainist und möglicherweise Nazi-Kollaborateur war, und auf die jüdische Großmutter des anderen, die das KZ als einzige ihrer Familie überlebt hat. Ihr Mann leidet seitdem unter einem beredten Schweigen. Die Elterngeneration der beiden erscheint als oberflächlich. Als die Jungen merken, dass ihre Tat nicht anders zu beurteilen ist als die Verbrechen der Kollaborateure, werden sie immer unsicherer, ängstlicher und zum Schluss immer verrückter.
Der Roman verwebt drei Themenkreise: die philosophische Frage nach der Willensfreiheit und der Verantwortung des Menschen entlang der furchtbaren Banalität des Bösen (Arendt); das Motiv der Adoleszenz: die Hauptfiguren sind frauenverachtend; und die politische Frage nach der unbewältigten Vergangenheit Frankreichs, die zuletzt im Papon-Prozess, über einen französischen Nazi-Verbrecher, Ende der 90er Jahre aufschien. Die lokale Geographie des 14. Arrondissements in Paris Montparnasse spielt eine Rolle. Der Unterricht in Abiturklassen in Paris wird anschaulich geschildert.
Die Sprache Kaplans beginnt mit äußerst lakonischen Formen in Der Exzess und nähert sich komplexen Sprachstrukturen  in Fever. Die Sätze sind oft unvollständig, sie bestehen bisweilen nur aus einem Wort. Die Gefühle und die Interaktionen der Menschen werden sehr genau betrachtet. Moralische Bewertungen fehlen fast vollständig. In den Gefühlen der Figuren spiegelt sich die Realität.
In ihren späteren Werken finden wir zunehmend Autoren jüdischer Herkunft angeführt, vorrangig Kafka und Arendt. In "Fever" bildet das (nicht religiöse) Judentum der einen Familie eine Folie, um einige Restbestände jüdischer Tradition vorzustellen, ein Talmud-Vers ziert den Teeladen. Vom Holocaust und den Deportationen, die im letzten Drittel (neben dem Eichmann-Thema) am Beispiel französischer Kollaborateure rund um den Papon-Prozess den thematischen Schwerpunkt bilden, wird abgeleitet, dass der Mensch auch in äußerst extremen Situationen Wahlmöglichkeiten zwischen Gut und Böse, Leben und Tod hat, die er aber oft (aus Karrieresucht, wegen der Pflichterfüllung) nicht nutzt.
Zu ihrem Selbstbild als Autorin äußert Kaplan sich im August 2006 im Radio-Interview mit Christoph Vormweg: Das gehört zu meinem schriftstellerischen Standpunkt, zu meiner schriftstellerischen Ethik: Ich möchte Bücher schreiben, die es dem Leser erlauben, gedanklich aktiv zu werden, die ihm also Raum lassen, selbst nachzudenken. Ich will ihn nicht an die Hand nehmen, nicht zwingen, dies oder das zu denken. Das Auslassen des Urteils ist, glaube ich, sehr wichtig. Man gibt dem Leser die Komponenten der Geschichte - und danach ist es an ihm, sich selbst eine Vorstellung davon zu machen. Für mich ist das wirklich wesentlich.

## Textproben
Man denkt mit Büchern, Filmen, Bildern, Musik, man denkt, was einem widerfährt, was vor sich geht, man denkt die Geschichte und die eigene Geschichte, die Welt und das Leben, und dieses mit ist Zeichen einer besonderen Art des Denkens, eines Denkens, das die Begegnung berücksichtigt, die Begegnung zwischen einem Subjekt und einem Werk, und zwar zu einem bestimmten Zeitpunkt dieses Subjekts und dieses Werks… Im Sinne dieses mit ist hier die Rede von Werkzeugen, Denkwerkzeugen, Denken mit Dostojewski, mit Faulkner, mit Kafka, mit Robert Antelme, mit Maurice Blanchot, mit Cassavetes, Rivette, Bunuel, Jean-Luc Godard…" (aus: Les outils, deutsch 2007)
… mit einem Werk denken: mit einem von einem oder mehreren Menschen hervorgebrachten, zugleich abgeschlossenen und unabschließbaren Ding, das, in Umlauf gebracht, auf andere Menschen trifft und manche tatsächlich wird erreichen können, oder eben nicht. Dieses mit ist für die Werke selbst von Interesse und zugleich für das, was dank ihrer gedacht wird, eine andere Art, das Werk zu sehen, eine andere Art, das Leben zu sehen. Eine andere Art: die Werke sind nicht Produkte, die in Schränken, Kammern oder sonst wo angehäuft werden, Zeichen des Reichtums oder bewahrte, verehrte Überreste davon. Sie – die Werke – sind auch nicht Grundlage für Meinungen, Anekdoten (ich glaube dass, ich meine dass, ich ich ich).
Ein Werk ist ein besonderes Ding, ganz und gar besonders, offen für den Anderen, zugewandt, das Sinn hat, nicht den Sinn, sondern Sinn, das Beziehungen zwischen den Dingen, Augenblicken, Lebewesen herstellt, Beziehungen zwischen dem, was man davor für beziehungslos hielt (neue Beziehungen: Staunen, Überraschung), die deshalb Widerstände hervorrufen können. Man kann Überraschungen verabscheuen, man kann es verabscheuen, überrascht zu werden, doch diese Beziehungen sind Brücken, über die man gehen, über die man springen kann. Verbindungen, Assoziationen, Überschneidungen, Gegenüberstellungen, Beziehungen. Und die Tatsache, dass es sich um eine Begegnung handelt, bedeutet gewiss nicht, dass ein Werk zu irgendetwas geschaffen worden ist. So wenig wie irgendein menschliches Wesen je zu etwas (zur Ehre seiner Mutter, seines Landes oder Gottes) geschaffen worden ist. Vielmehr interpretiert ein Werk das Leben, oder es kann das tun.
Die Kunst steht nicht außerhalb der Welt. Das Anderswo, auf das die Kunst zielt, ist von dieser Welt: Im Leben, in Berührung, im Konflikt mit dem Leben, dem lebendigen Leben (Dostojevski), und die Kultur ist eine jener Dimensionen, welche die Menschen miteinander verbinden - auch indem sie ausschließt." (ebenda)
In Le Psychanalyste habe ich es so ausgedrückt: Die Totschläger, von denen Kafka spricht, sind, anders als man vielleicht meint, diejenigen, die in der Reihe bleiben, die dem gewöhnlichen Lauf der Dinge folgen, die das schlechte Leben, so wie es ist, immer wieder von vorn beginnen und wiederholen. Was erschlagen sie? Das Mögliche überhaupt, alles was neu anfangen, unterbrechen, verändern könnte. Um zu springen, bedarf es eines Halts: wenn man schreibt, sind die Wörter dieser Halt. (ebenda)

## Werke
- Das Buch der Himmel. (frz. Le livre des ciels 1983) Gedichte, Dt. & Frz.- Übersetzerin Ilma Rakusa. Ferdydurke, Zürich 1991, ISBN 3-905604-02-7, Textproben: Dt. Schreibheft H. 28/1986. Wieder in: Baumann & Lerch: Extreme Gegenwart...[2]. Französisch:
- Der Exzess. (frz. L’excès - l’usine 1982) Übers. Christiane Baumann & Gisela Lerch, Manholt Verlag, Bremen 1988. Im Anhang aus der 2. frz. Aufl. Die Fabrik ein Gespräch von Leslie Kaplan mit Marguerite Duras, ISBN 3-924903-63-8.
 Dieser letztgenannte wichtige Essay wieder in: Les outils, siehe dort (auch in der dt. Fassung "Die Werkzeuge" 2009 enthalten). Erstfassung des Anhangs in Duras. Kaplan: L'excès-l'usine L'autre journal 5 (15. Mai 1985). Dieser Anhang auch in Schreibheft. Zs. f. Lit. H. 27, 1986. Frz. L’Excès – l’usine ou l’infini morcelé In: "Liberation", Paris, 24. Februar 1987, S. 35 -Weitere Übers. des Buches: Italienisch, Englisch (USA), Norwegisch, Spanisch und Schwedisch (Verlag Modernista, Överflödet - Fabriken 2006, ISBN 91-85453-10-2)
- Der Verbrecher. (frz. Le criminel 1985) Übers. Christiane Baumann & Gisela Lerch, Manholt Verlag, Bremen 1989, ISBN 3-924903-75-1.
- Brooklyn Bridge - Knotenpunkte. (frz. Le Pont de Brooklyn 1987 und als TB) Übers. Christiane Baumann & Gisela Lerch, Rowohlt, Reinbek 1989, ISBN 3-499-12438-6 (Auszug in: Schreibheft. Zs. für Literatur. Heft 32/1988).
- Die andere Seite des Flusses. (frz.  L’épreuve du passeur 1988) Übers. Sigrid Brinkmann & Marlis Micha, Rowohlt, Reinbek 1990, ISBN 3-499-12709-1.
- Formen, die zu erfinden sind in: Christiane Baumann & Gisela Lerch (Hrsg.): Extreme Gegenwart. Französische Literatur der 80er Jahre (Beiträge aus Anlass von Berlin, Kulturhauptstadt Europas 1988) Manholt Verlag, Bremen 1989, ISBN 3-924903-70-0, Seite 115–118 (um "Guyotat" gekürzte Verlagsausgabe von Der unterbrochene Dialog. Eine Veranstaltungsreihe zur frz. Gegenwartsliteratur im Rahmen von „Berlin Kulturstadt Europas“ 1988, mit den Schriftstellern Jean-Luc Benoziglio, Philippe Djian, Jean Echenoz, François Bon, Leslie Kaplan, Valère Novarina, Marie NDiaye, Pierre Guyotat, Literaturhaus Berlin (Mappe, bei Deutsche Nationalbibliothek Frankfurt)).
- Fever. Übers. Sonja Finck, Berlin-Verlag, Berlin 2006, ISBN 3-8270-0628-7, (siehe Weblinks: Leseprobe des 1. Kap.) Berliner Taschenbuch Verlag btv, März 2008: ISBN 3-8333-0518-5, ISBN 978-3-8333-0518-4, (Band 5 der Reihe „Von jetzt an - Depuis maintenant“). André-Gide-Preis für deutsch-französische Literaturübersetzungen 2006
- Die Werkzeuge. (frz. Les outils, in Auswahl) Übers. Barbara Heber-Schärer, Vorwerk 8, Berlin 2009, ISBN 978-3-930916-77-1.

## Werke (französisch)
Von allen Büchern sind jeweils die ersten ca. 10 Seiten online lesbar, siehe unter Weblinks (auf den Seiten des Verlags POL-Éditeur, Paris)
- Les amants de Marie  (aus der Reihe: Depuis maintenant, Band 4) neben der Printausgabe als E-Book erhältlich bei www.libri.de, Anbieter: Numilog
- L'enfer est vert  (Die Hölle ist grün Prosa-Gedicht, März 2006) Als Print (Paris: inventaire/invention édition) oder als Online-Text
- Du lien social (Vom Gesellschaftsband) und Une forme particulière de pensée (Eine besondere Denkweise) über die Arbeit in den Schreibwerkstätten  beide Texte in Deutsch in: Die Werkzeuge 2009
- Au roman le dernier mot. La litterature et l'inhumain (Der Roman hat das letzte Wort. Die Literatur und die Unmenschlichkeit) zur Schreibtheorie  aus Liberation 7. September 2000
- Qui a peur de la fiction? (Wer hat Angst vor der Fiktion) zur Literaturtheorie  ebd. 13. Februar 2001 Deutsch in Die Werkzeuge (frz. Les outils, in Auswahl) Übers. Barbara Heber-Schärer. Vorwerk 8, Berlin 2009
- Translating is sexy (Übersetzen ist sexy) Gedicht
- Maurice Blanchot  Prosa und Gedicht  Deutsch in: Die Werkzeuge (frz. Les outils, in Auswahl) Übers. Barbara Heber-Schärer. Vorwerk 8, Berlin 2009
- Cafés parlés Beispiele aus einem Versuch, Poesie unter das Volk zu bringen
- L'expérience du meurtre (Vorwort zu: Fedor M. Dostoievski  Notes du sous-sol) POL 1993  Deutsch in: Die Werkzeuge (frz. Les outils, in Auswahl) Übers. Barbara Heber-Schärer. Vorwerk 8, Berlin 2009
- Écrivains dans la cité Redaktion L.K., Hrsg.: La Maison des écrivains DRAC, Ile-de-France, 1996, 2. Aufl. 1999 (frz. - über Schreibwerkstätten) ISBN 2-9506166-3-1
- Règne - Reign Gedicht (englisch und frz.) in: French Poets of Today, Hrsg. von Jean-Yves Reuzeau, Toronto: Guernica, 1999, ISBN 0-920717-82-9 (S. 53–61) (aus: Banana Split)
- Leslie Kaplan & Naruna Kaplan da Macedo: La Mort de Monsieur Lăzărescu in: Trafic. Revue de Cinema ISBN 2-84682-168-2. Nr. 60, Hiver 2006, S. 71–74. P.O.L. Paris Nov. 2006. Über Rumänien. Inhaltsangabe in: siehe Literatur, Autor Finck
- Toute ma vie j'ai été une femme POL, Paris 2008, ISBN 2-84682-145-3
- Mon Amérique commence en Pologne, 2009
- L'Enfer est vert, 2009 (édition numérique)
- Louise, elle est folle, 2011
- Les Mots, 2011 (édition numérique)
- Millefeuille, 2012 - prix Wepler 2012
- Déplace le ciel, POL, 2013
- Mathias et la Révolution, POL, 2016

## Theaterstücke
- L'Excès-l'usine (1982), Regie Marcial Di Fonzo Bo, 2002
- Le Criminel (1985), Regie Claude Régy, 1988
- Le Pont de Brooklyn (1987), Regie Noël Casale, 1993
- Depuis maintenant (1996), Regie Frédérique Loliée, 1996
- Tout est faux ! (2003), Regie Alain Brugnago und Didier Stéphant, 2004
- Fever (2005), Regie Christine Faure (2011)
- Toute ma vie j'ai été une femme (2008), Regie Elise Vigier und Fréderique Loliée, (2008)
- Louise, elle est folle (2011), Regie Elise Vigier und Fréderique Loliée, (2011); Aufgeführt 2013 von der compagnie Le chien au croisement.